# Porto (transporte)

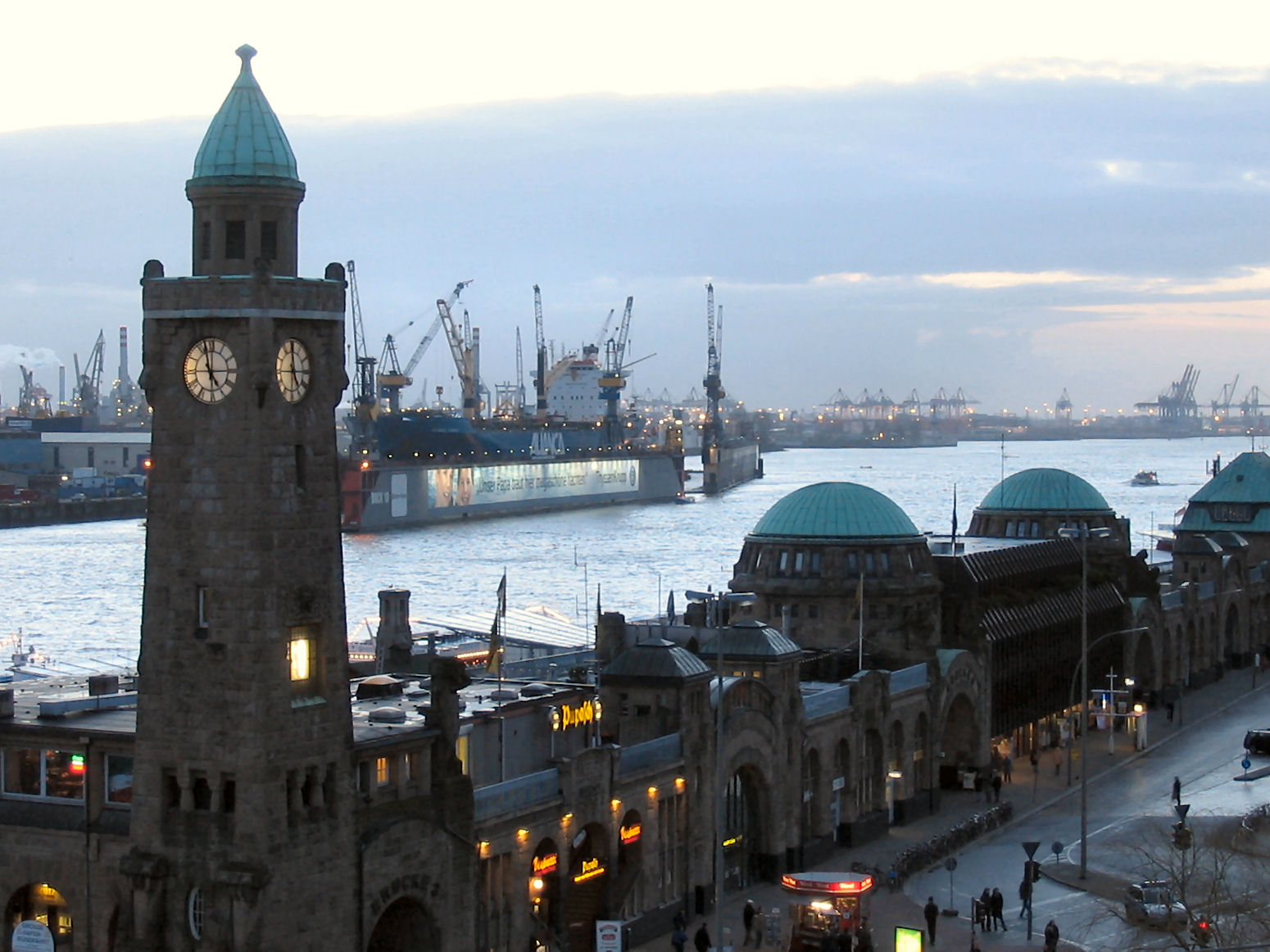
Porto de Hamburgo, Alemanha.

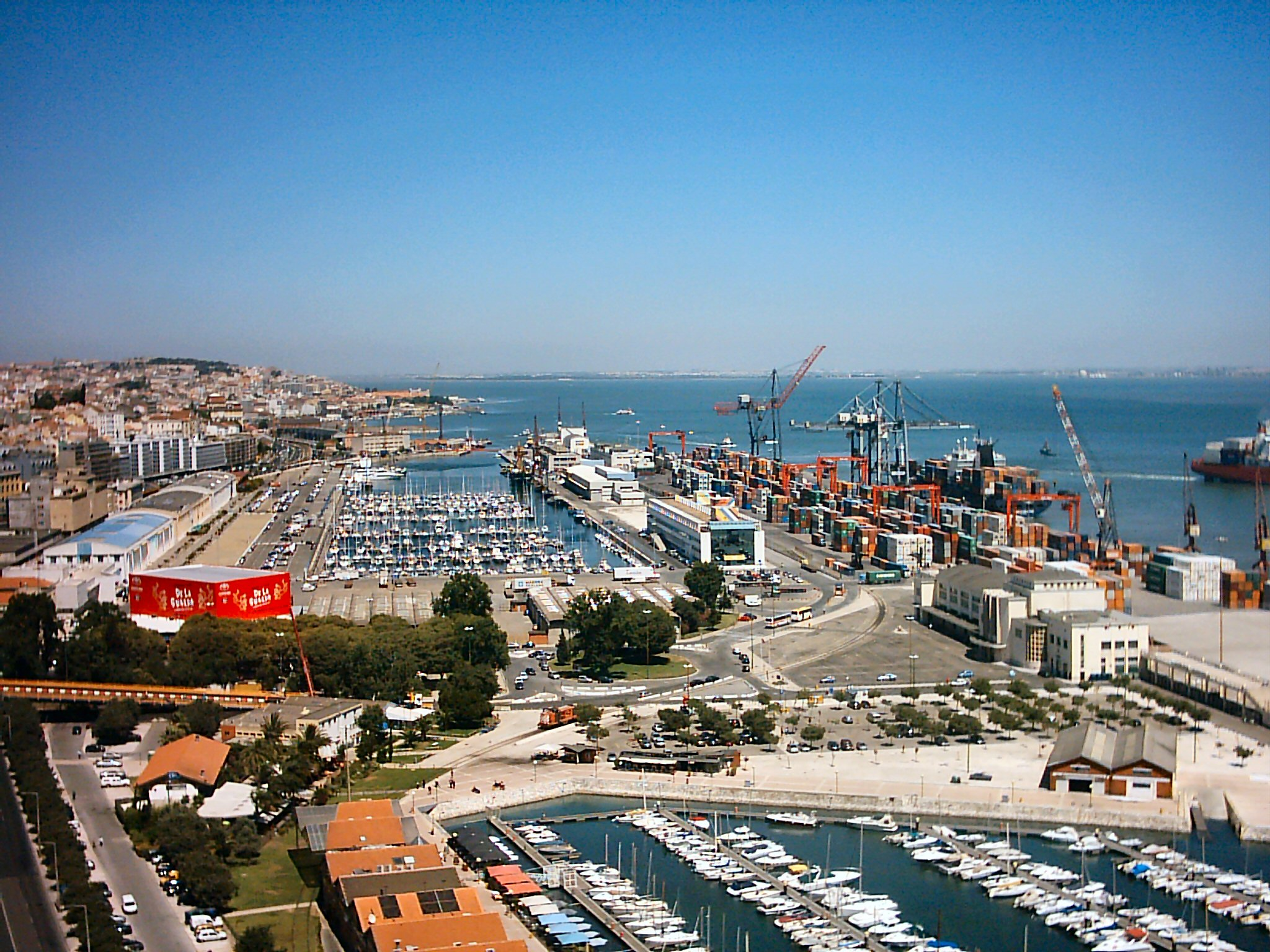
Porto de Lisboa, Portugal.

Um porto é uma área, abrigada das ondas e correntes,  localizada à beira de um oceano, mar, lago ou rio, destinada à atracação de barcos e navios, com o pessoal e serviços necessários ao carregamento e descarregamento de carga e ao estoque temporário deles, como instalações para o movimento de pessoas e carga ao redor do setor portuário, e, em alguns casos, terminais especialmente designados para acomodação de passageiros.

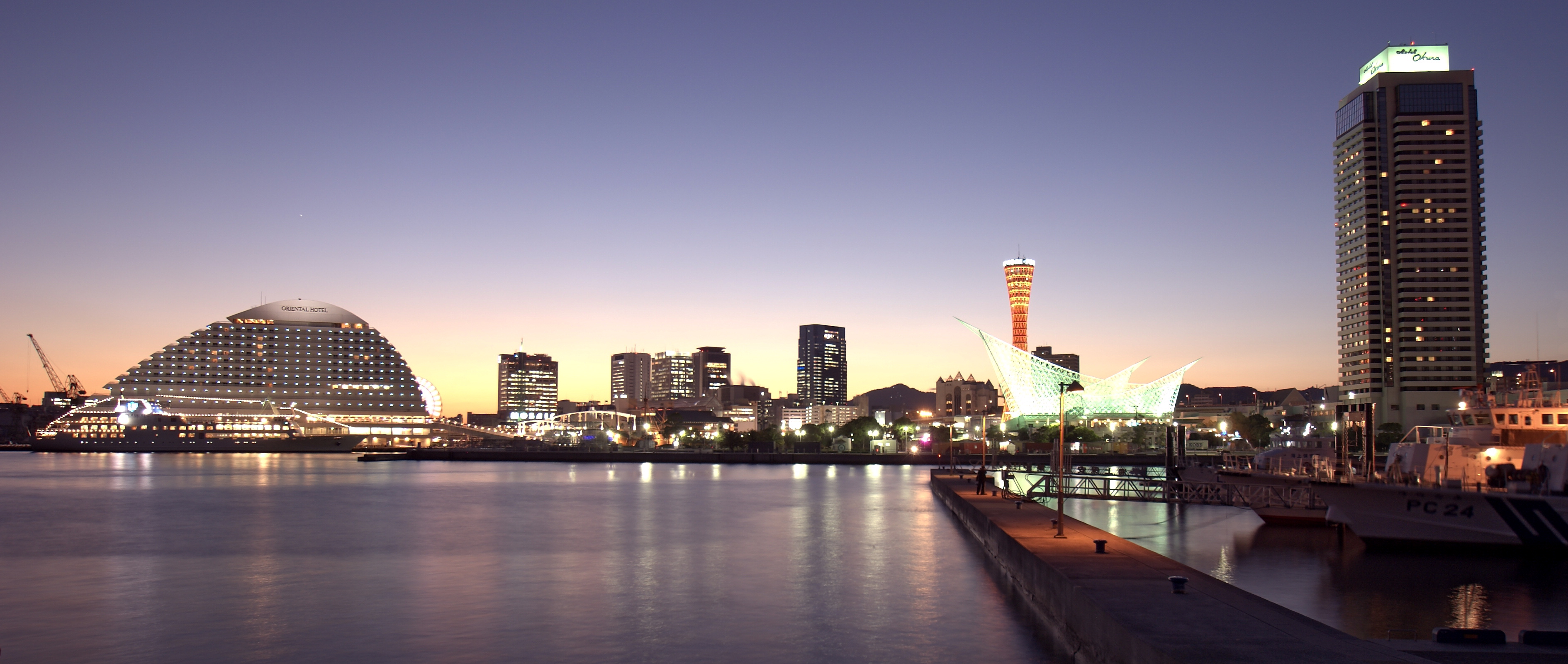
Porto de Kobe, Japão.

Um porto que está localizado à beira de um oceano ou de um mar é constantemente chamado de porto marítimo. À beira de um rio ou estuário é chamado um porto fluvial. Já um pequeno porto destinado principalmente à recreação é mais habitualmente chamado de marina.
Normalmente os cálculos de estruturas portuárias para atracação dos barcos em segurança, como quebra-mares, molhes, bacias de evolução e outras são efetuados por especialistas em engenharia hidráulica utilizando-se de modelos matemáticos e de modelos físicos em laboratórios de hidráulica marítima.

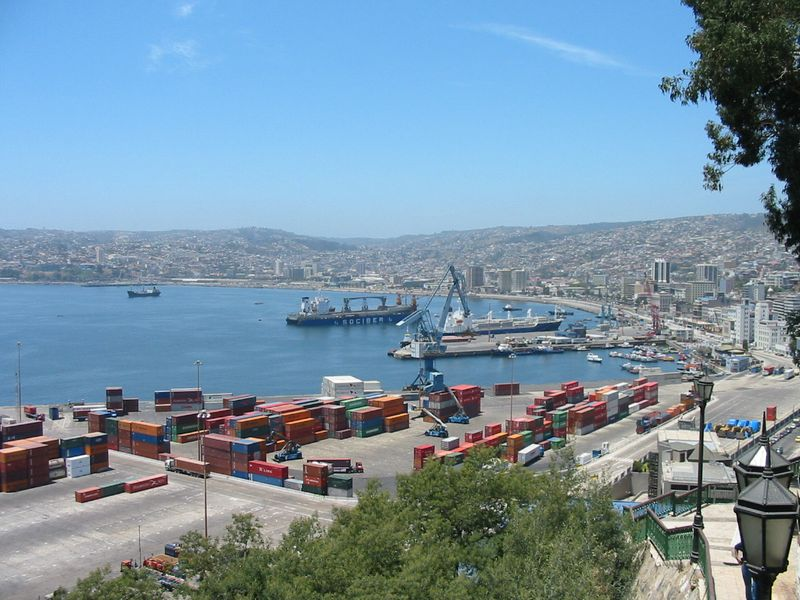
Porto da cidade chilena de Valparaíso.

Indispensáveis para um porto são:

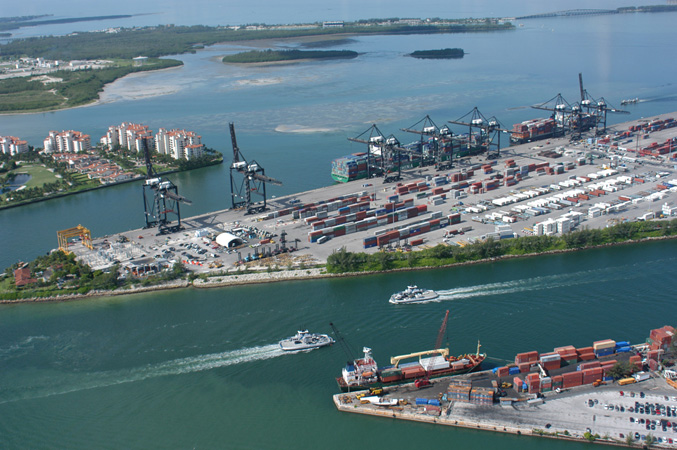
Porto de Miami, Estados Unidos.

- Presença de profundos canais de água (profundidade ideal varia com o calado das embarcações);
- Proteção contra o vento e ondas;
- Acesso a estradas e ferrovias.

Portos de carga movimentados devem ter acesso a uma vasta rede ferroviária ligando o porto a outras regiões agrícolas e/ou industriais, permitindo assim o escoamento de diversos produtos a outras regiões do país e do mundo.
Os portos são alvo de várias políticas integradas de Qualidade, Ambiente, Segurança e Saúde no Trabalho, de forma a assegurar a plena satisfação dos seus clientes.

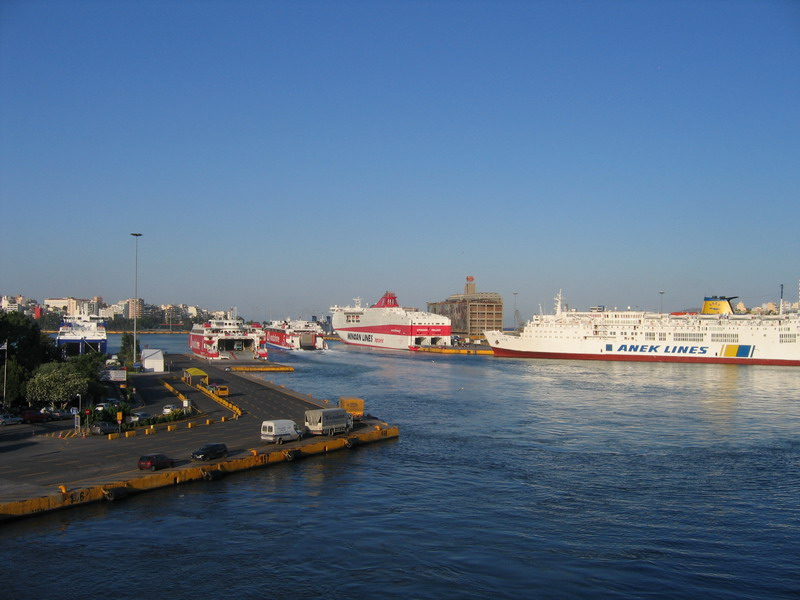
Porto de Pireu na Grécia.

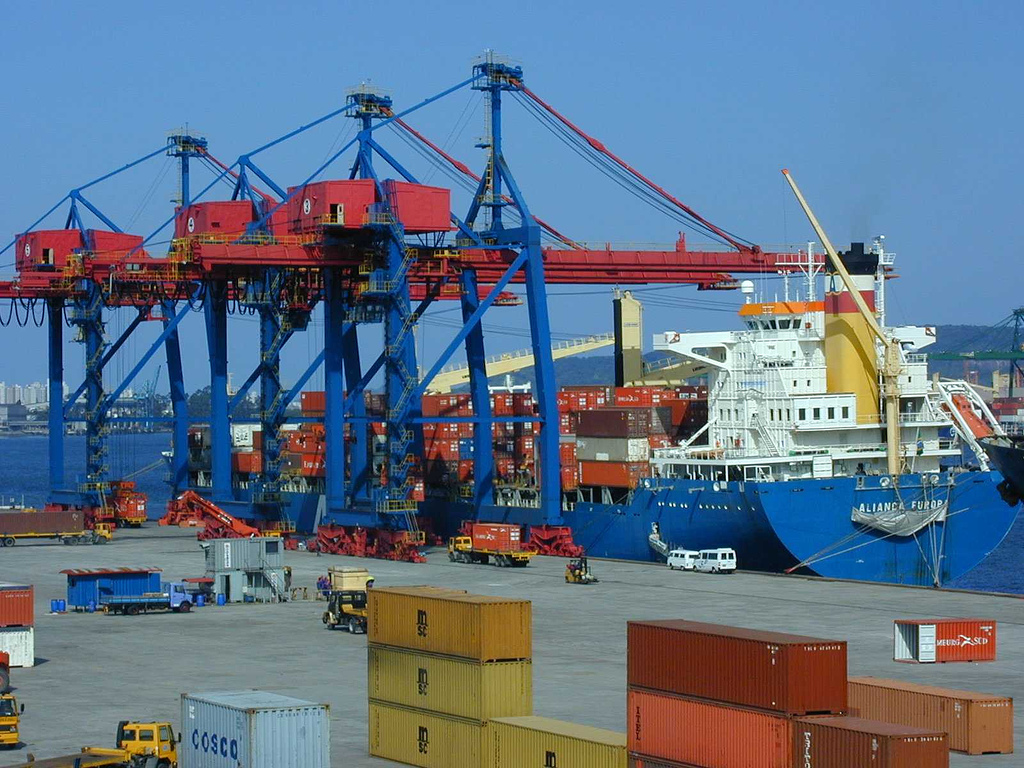
Porto de Santos, o maior terminal de contentores da América Latina.

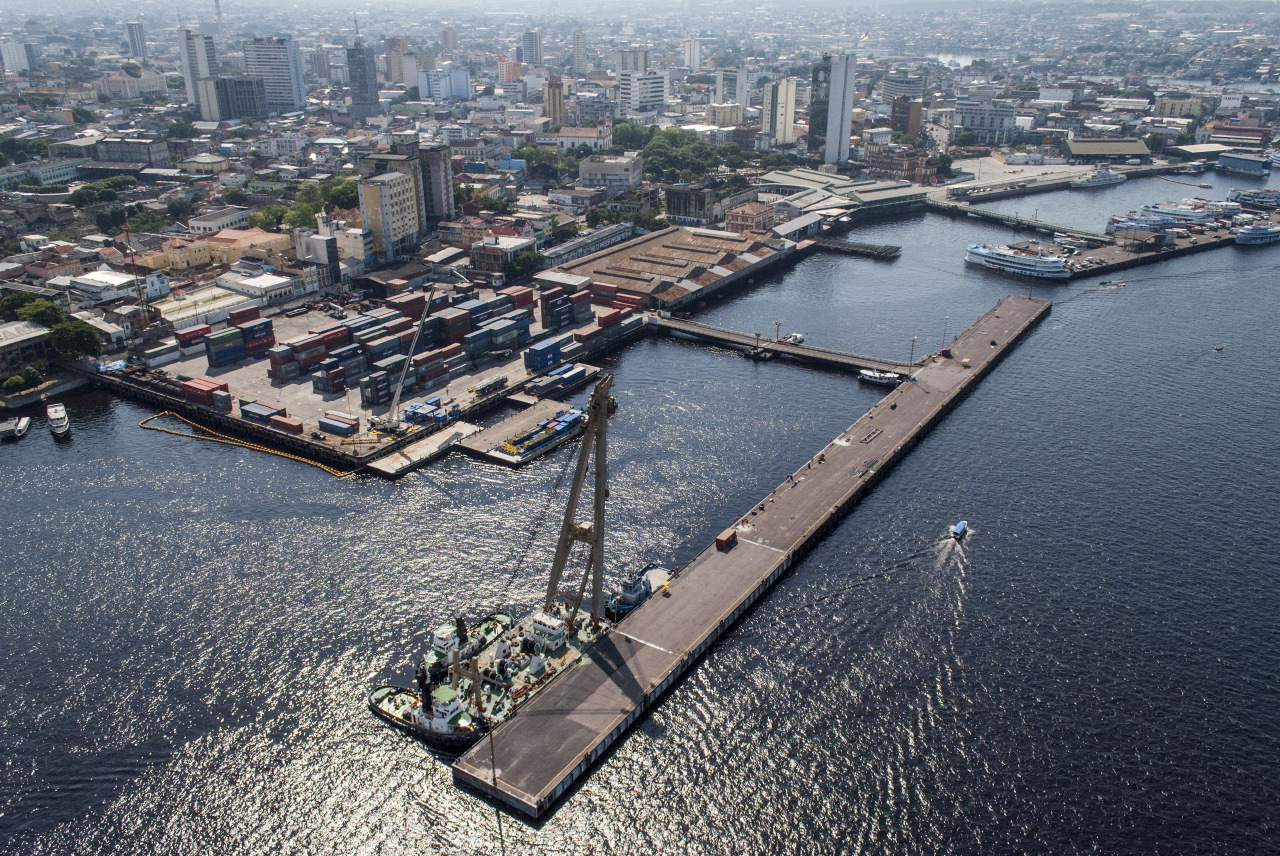
Porto de Manaus, o maior porto flutuante do mundo.

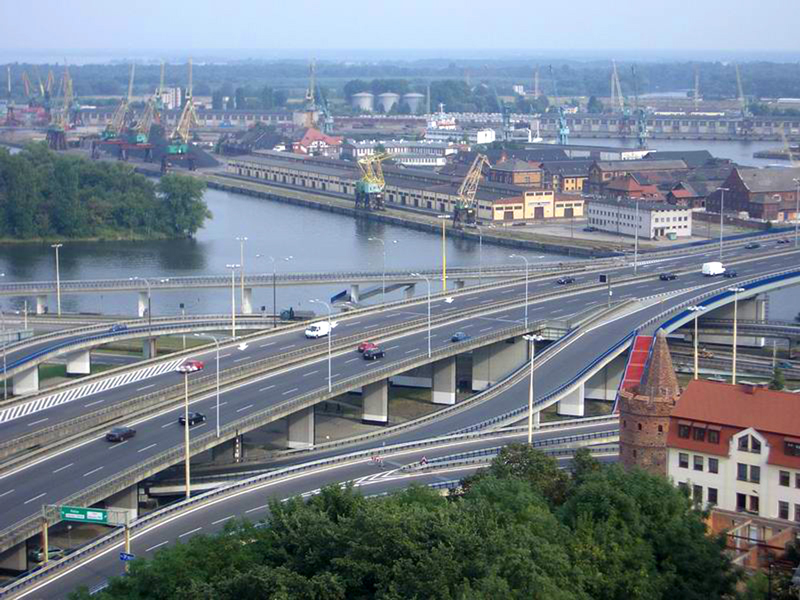
Porto de Estetino, Polónia.

Destas políticas destacam-se os seguintes princípios:
- Melhorar a qualidade e eficácia dos serviços prestados;
- Cumprir e fazer cumprir os requisitos legais, regulamentares e normativos aplicáveis aos serviços prestados, aspetos ambientais e à segurança e saúde;
- Prevenir, controlar e minimizar a poluição, designadamente os resíduos gerados pelas suas atividades, promovendo o recurso ao investimento em novas tecnologias e processos menos poluentes;
- Identificar e minimizar os riscos existentes, procedendo à implementação de ações corretivas e preventivas, de modo a eliminar qualquer fator de risco nas suas instalações.

## Principais portos

### Brasil
Os principais portos brasileiros são: o Porto de Santos, situado na cidade de Santos, no estado de São Paulo. É o maior porto nacional e o mais movimentado da América Latina. Em seguida, o Porto de Paranaguá, no  estado do Paraná, é o segundo porto mais importante do país.
Outros portos brasileiros de grande importância são:

##### Santa Catarina
- Porto de Itajaí (Itajaí)
- Porto de Itapoá (Itapoá)
- Porto de São Francisco do Sul (São Francisco do Sul)
- Porto de Imbituba (Imbituba)

#### Rio Grande do Sul
- Porto de Rio Grande (Rio Grande)

#### Espírito Santo
- Porto de Vitória (Vitória)

#### Rio de Janeiro
- Porto do Rio de Janeiro (Rio de Janeiro)
- Porto de Angra dos Reis (Angra dos Reis)
- Porto de Itaguaí (Itaguaí)

#### Bahia
- Porto de Salvador (Salvador)

#### São Paulo
- Porto de Santos (Santos)
- Porto de São Sebastião (São Sebastião)

#### Pernambuco
- Porto de Suape (Ipojuca)

#### Amazonas
- Porto de Manaus (Manaus)

#### Maranhão
- Porto de Ponta da Madeira (São Luís)
- Porto do Itaqui (São Luís)

#### Alagoas
- Porto de Jaraguá (Maceió)

### Ásia
O porto de Singapura é o maior porto da Ásia e do mundo, em movimentação de contentores. É seguido pelos portos de Xangai e Hong Kong, ambos na China.

### Europa
Na Europa, lidera a lista o Porto de Roterdã, nos Países Baixos, seguido pelo porto alemão de Hamburgo, seguidos pelo Porto de Sines, em Portugal.

### América
Os maiores portos americanos são os portos de Los Angeles-Long Beach e de Nova York-Nova Jérsei, todos nos Estados Unidos, seguidos pelo Porto de Santos, no Brasil.

### África
No continente africano, a lista é liderada pelo porto de Porto Said, no Egito.

### Oceania
O maior porto do continente é o da cidade de Melbourne, Austrália.